# 媽媽，晚餐吃什麼？
媽媽，晚餐吃什麼？（日语：ママ、ごはんまだ?）是一青妙所著書《日本媽媽的臺菜物語》改編的電影。故事內容改編自一青窈、一青妙姊妹的故事。本片入選聖塞瓦斯蒂安國際電影節「美食單元」，導演為白羽彌仁，於2017年5月12日上映。

## 概要
本作是一青妙在2012年發行的隨筆文章《私の箱子》，以及2013年發行並以同名隨筆文章為原作的台日合作電影，以臺灣人父親與日本人母親之間所生的一青姊妹（一青妙・一青窈）為主角、在他們整理過世母親的遺物時，透過一份記載臺灣料理作法的食譜、描述一青家羈絆的人間劇。本作是作為中能登町町制10周年記念事業而製作、並在一青姊妹成長的石川縣中能登町、臺灣台南以及東京都取景。
電影中有許多台灣料理出現，並在知名料理教學網站Cookpad開設官方廚房教學頁面，在特設頁面中也有食譜介紹。另外辻調理師専門學校也負責本作的協助監修 。
主角‧一青妙由木南晴夏飾演、妹妹・一青窈由藤本泉飾演、母親・一青和枝由河合美智子飾演。然後、本作也是木南晴夏繼2013年上映的電影《百年的時鐘》以來，闊別4年後擔任主演的作品。
一青妙的妹妹‧一青窈為本作創作主題曲「空音」、2013年2月7日在YouTube上公開使用本作片段的MV影片。

## 演員列表
- 一青妙：木南晴夏(主演)
- 一青窈：藤本泉
- 一青和枝（一青かづ枝）：河合美智子
- 顏惠民：吳朋奉
- 肥田精肉店店主：甲本雅裕
- 晴江：廣澤草
- 印刷公司的人事主任：仁科 貴
- 今拓哉
- 一青妙（中學時代）：堀田真由

## 工作人員
- 原作：一青妙「私の箱子」「媽媽，晚餐吃什麼？」（講談社刊）
- 導演・劇本：白羽彌仁
- 製作：電影「媽媽，晚餐吃什麼？」製作委員會、嶋田豪、小谷晃一
- 製作人：高瀬博行、星野晴美
- 協力：一青妙
- 攝影：向後光徳（J.S.C.）
- 照明：中須岳士（JSL）
- 錄音：渡辺丈彦
- 美術：小関龍生
- 音樂：妹尾武
- 編輯：渋谷陽一
- 服裝：岡本佳子
- 化妝：佐々木愛
- 音響効果：野崎博樹
- 助理監督：落合俊一
- 台灣取景管理：范健祐
- 協力：辻調理師専門學校、中華航空
- 特別協力：石川縣金澤市、中能登町、台南市（台灣）
- 協力贊助：のと共栄信用金庫
- 後援：北國新聞社、金澤電視台、北陸放送、文化庁文化芸術振興費補助金
- 製作・發行：アイエス・フィールド 製作委員会（Is Field inc., MOCAL inc/）
- 主題歌：一青窈「空音」

## 關連商品
- 私の箱子（一青妙、講談社、2012年1月16日發行）
- 媽媽，晚餐吃什麼？（一青妙、講談社、2013年6月28日發行）
以上為原作的書籍
- 媽媽，晚餐吃什麼？（DVD、2017年8月2日發售）
作為特典影像有收錄花絮影像以及預告。

## 備註
1. ↑  . 鏡週刊.   [2018-08-27]. （原始内容存档于2020-12-02） （中文（臺灣））.
2. ↑  . NOWnews 今日新聞.   [2018-08-27]. （原始内容存档于2018-08-27） （中文（臺灣））.
3. 1 2  . 電影ナタリー (株式会社ナターシャ). 2016-05-23  [2019-05-18]. （原始内容存档于2023-11-29）.
4. ↑  . 電影.com (株式会社エイガ・ドット・コム). 2017-02-11  [2019-05-18]. （原始内容存档于2023-09-07）.
5. 1 2  . CinemaGene (株式会社りーふねっと). 2016-11-11  [2019-05-18]. （原始内容存档于2023-09-07）.
6. ↑  . 電影ナタリー (株式会社ナターシャ). 2017-02-08  [2019-05-18]. （原始内容存档于2023-09-07）.

https://www.sponichi.co.jp/entertainment/news/2017/02/11/kiji/20170211s00041000149000c.html （页面存档备份，存于）
https://movies.yahoo.co.jp/movie/%E3%83%9E%E3%83%9E%E3%80%81%E3%81%94%E3%81%AF%E3%82%93%E3%81%BE%E3%81%A0%EF%BC%9F/357843/
http://app2.atmovies.com.tw/film/fwjp98241255/ （页面存档备份，存于）
https://movie.walkerplus.com/mv60740/ （页面存档备份，存于）
https://cinema.ne.jp/news/mama2017011508/ （页面存档备份，存于）
https://natalie.mu/eiga/news/213077 （页面存档备份，存于）
https://natalie.mu/eiga/news/174376 （页面存档备份，存于）

## 外部連結
- 電影「媽媽，晚餐吃什麼？」官方網站
- 電影「媽媽，晚餐吃什麼？」官方推特的X（前Twitter）
- 電影「媽媽，晚餐吃什麼？」官方臉書的Facebook專頁
- 電影「媽媽，晚餐吃什麼？」官方Instagram的Instagram帳戶
- YouTube上的「媽媽，晚餐吃什麼？」預告編
- YouTube上的一青窈 / 空音(そらね) MV(電影「媽媽，晚餐吃什麼？」主題曲)